# Forme rondo-sonate
La forme rondo-sonate est une forme musicale souvent utilisée durant la période classique. Comme son nom l'indique, il s'agit d'un mélange entre la forme sonate et la forme rondo.

## Structure
Une explication de la forme rondo-sonate nécessite quelques explications préliminaires sur la forme rondo et la forme sonate.
La forme rondo implique l'utilisation d'un thème répété (le "refrain"), joué dans la tonalité principale, ainsi que des épisodes, chacun présentant un nouveau thème, comme ceci :
```
A B A C A D A ...
```

Quelquefois la section A est légèrement modifiée. Les épisodes (B, C, D, etc.) sont normalement dans des tonalités différentes par rapport à la tonalité principale.
Un mouvement en forme sonate est divisé en trois sections principales : l'exposition, le développement et la réexposition. Elle peut par ailleurs démarrer avec une introduction, généralement plus lente que le reste du mouvement.
La première section essentielle est l'exposition, dont l'objet est de présenter le matériel thématique principal du mouvement. Il prend la forme de généralement deux (exceptionnellement un ou trois) thèmes ou groupes de thèmes, le second étant généralement dans une tonalité voisine (souvent le ton de la dominante dans les mouvements en majeur et la tonalité relative dans les mouvements en mineur). Les deux thèmes sont reliés par une transition modulante, appelé "pont". L'exposition peut se conclure avec une petite codetta et/ou un thème conclusif, et peut être intégralement répétée.
Dans le développement, le matériel thématique est présenté avec de nouvelles harmonies. Le développement se dirige ensuite vers la réexposition, où tous les thème sont rejoués, mais cette fois dans la tonalité principale.
```
[A B']
exp
 [C"]
dev
 [A B]
réexpo
```

Dans la notation, une apostrophe simple (') signifie "dans le ton de la dominante" et une double apostrophe (") signifie "dans des tonalités éloignées".
Occasionnellement, la forme sonate peut contenir un "développement épisodique", qui utilise principalement un nouveau matériel thématique. Deux exemple : premier mouvement de la sonate pour piano n°10 de Mozart et le premier mouvement de la sonate pour piano n°9 de Beethoven. Le développement épisodique est souvent le type de développement utilisé dans la forme rondo-sonate, vers laquelle nous nous tournons maintenant.
La catégorie la plus simple de la forme rondo-sonate est une forme sonate qui répète le premier thème au début du développement :
```
[A B']
exp
 [
A
 C"]
dev
 [A B]
réexpo
```

En ajoutant cette apparition supplémentaire de A, la forme se lit ABACAB, avec une alternance entre un refrain (A) et des épisodes contrastants (B et C) qui correspond au principe du rondo. Notons que si le développement est un développement épisodique, alors C sera constitué d'éléments nouveaux, ce qui renforce la similitude avec un vrai rondo.

## La variante du "retour différé" chez Mozart
Mozart a quelquefois utilisé une variante de la forme rondo-sonate, dans laquelle les thèmes de la réexposition sont réarrangés : le contenu thématique du début de l'exposition est rejouée après la réexposition du deuxième thème, mais avant la séquence finale ("Codetta") qui conclut la section. Cela donne :
```
[A B' Codetta]
exp
 [A C"]
dev
 [
B A
 Codetta]
réexpo
```

Le but de Mozart était peut-être de créer de la variété en n'ayant pas un retour trop régulier du thème principal. Il a utilisé cette forme dans les mouvements finaux de ses quatuor avec piano et dans plusieurs de ses concertos pour piano.

## Codas
Souvent, la forme sonate normale inclut une coda :
```
[A B']
exp
 [C"]
dev
 [A B]
réexpo
 [D]
coda
```

Cette version plus longue de la forme sonate a un équivalent dans la forme rondo-sonate.
Si la coda est conçue pour démarrer avec le premier thème du mouvement, cela donne une nouvelle apparition de A :
```
[A B']
exp
 [A C"]
dev
 [A B]
réexpo
 [
A
 D]
coda
```

Et donc :  ABACABAD. On trouve cela par exemple dans le dernier mouvement de la sonate sonate dite Pathétique de Beethoven.

## Forme rondo-sonate comme variante de la forme rondo
Il est également possible de décrire la forme rondo-sonate en démarrant de la forme rondo et en montrant comment elle est déformée pour ressembler à une forme-sonate.
Cuthbert Girdlestone a affirmé dans son livre "Mozart and His Piano Concertos" (Mozart et ses concertos pour piano) que la forme rondo-sonate dérivait également en partie des danses "en rondeau" de Jean-Philippe Rameau (parmi d'autres compositeurs), par élaboration structurelle, potentiellement une innovation de Mozart.

## Utilisations de la forme rondo-sonate
La forme rondo-sonate est presque exclusivement utilisée en tant que mouvement final d'œuvres en plusieurs mouvements. Elle est considérée comme une forme assez relâchée et discursive. Et donc elle n'est pas adaptée à un premier mouvement, qui est normalement le mouvement le plus intellectuellement rigoureux d'une œuvre classique. Elle est néanmoins utilisée de manière exceptionnelle dans l'Andante inaugural de la sonate pour piano en ré majeur Hob. XVI:51 de Haydn. Parmi les pièces en un mouvement utilisant cette forme, notons le scherzo n°4 de Chopin.
Voici quelques exemples notables de mouvements écrits avec la forme rondo-sonate :
- Mozart :
  - Sonate pour piano no 13 (1783), dernier mouvement
  - Concert pour piano no 23 en la majeur (1786), dernier mouvement
  - Divertimento K. 563 pour trio à cordes, dernier mouvement
- Haydn :
  - Symphonie "La Reine", Hoboken 1/85 (1785), dernier mouvement
  - Symphonie "Roulement de timbales", Hoboken 1/103 (1795), dernier mouvement
- Beethoven :
  - Sonate pour violon no 1, Op. 12 (1798), dernier mouvement[4]
  - Sonate pour piano n°8, Op. 13 (1798), dernier mouvement[4]
  - Sonate pour piano no 13, Op. 27, No. 1 (1800-1801), dernier mouvement
  - Sonate pour piano no 27, Op. 90, dernier mouvement
  - Concerto pour violon, Op. 61 (1806), dernier mouvement[4]
  - Quatrième symphonie, Op. 60 (1806), second mouvement
  - Sixième symphonie, Op. 68 (1808), dernier mouvement
  - Huitième symphonie, Op. 93 (1812), dernier mouvement[4]
- Schubert : Quatuor à cordes n°14, D. 810 (1824), dernier mouvement
- Mendelssohn : Concerto pour violon en mi mineur, Op. 64 (1844), dernier mouvement
- Brahms :
  - Concerto pour piano n°2 en si bémol majeur, Op. 83 (1881), quatrième (dernier) mouvement (Allegretto grazioso)
  - Sonate pour violon n°3 en ré mineur, Op. 108 (1886-1888), quatrième (dernier) mouvement, Presto agitato